# Burchard Wulff
Burchard Wulff (* um 1620 in Lübeck; † 1701 ebenda) war ein in Lübeck tätiger Maler des norddeutschen Barock.

## Leben
Wulf wuchs in Kiel auf und begab sich dann auf Wanderschaft durch die Niederlande, Frankreich und England, die für ihn zu einem zehnjährigen Aufenthalt in Spanien und einem weiteren von zwei Jahren in Italien führte. 1655 kehrte er nach Kiel zurück und ging 1658 an den Hof in der schwedischen Besitzung Wismar, wo er König Karl X. Gustav von Schweden mit seiner Frau Hedwig Eleonora von Schleswig-Holstein-Gottorf porträtierte. 1659 wurde er vom Lübecker Rat als Freimeister zugelassen. Seine Lübecker Werke in der Marienkirche und im Dom wurden ein Opfer des Luftangriffs auf Lübeck 1942. Erhalten sind nur die Bilder in Jakobi, Ägidien, in der neugotischen Propsteikirche sowie in den Sammlungen des St. Annen-Museums.

## Werke
- Tafelbild Christus am Kreuz, signiert „BWF“ und datiert „1662“,[1] ehemals St. Marien, zerstört 1942
- Porträt des Pastors Albert Balemann († 1672), signiert „B. Wulff fecit“, ehemals St. Marien, zerstört 1942
- Jüngstes Gericht,[2] signiert und datiert „B. WulFF INV & F 1673“, ehemals Lübecker Dom, zerstört 1942
- Archidiakonus Lukas Stein († 1671), signiert „BW. Fecit“, St. Jakobi in Lübeck
- Pastor und Senior Johannes Reiche († 1688), signiert „B.WULF.fecit“, St. Ägidien in Lübeck
- Engel Köhler (Tochter des Lübecker Bürgermeisters Anton Köhler), Köhlersche Ahnengalerie im St. Annen-Museum
- Physikus Dr. Laurentius, 1669, im Lübecker Rathaus
- Hl. Ignatius von Loyola und Hl. Franz Xaver, beide in der Propsteikirche Herz Jesu in Lübeck

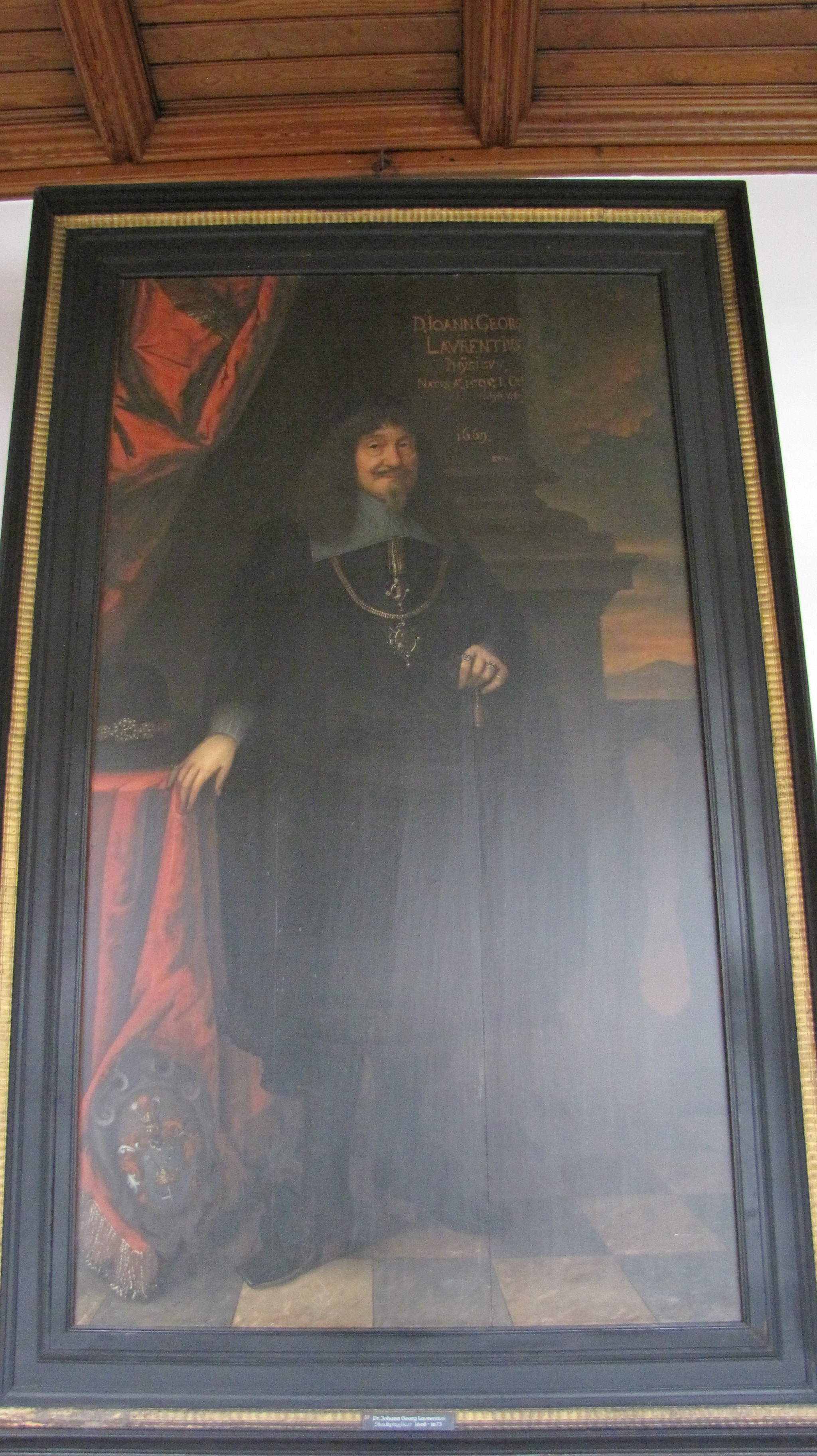
Physicus Dr. Laurentius
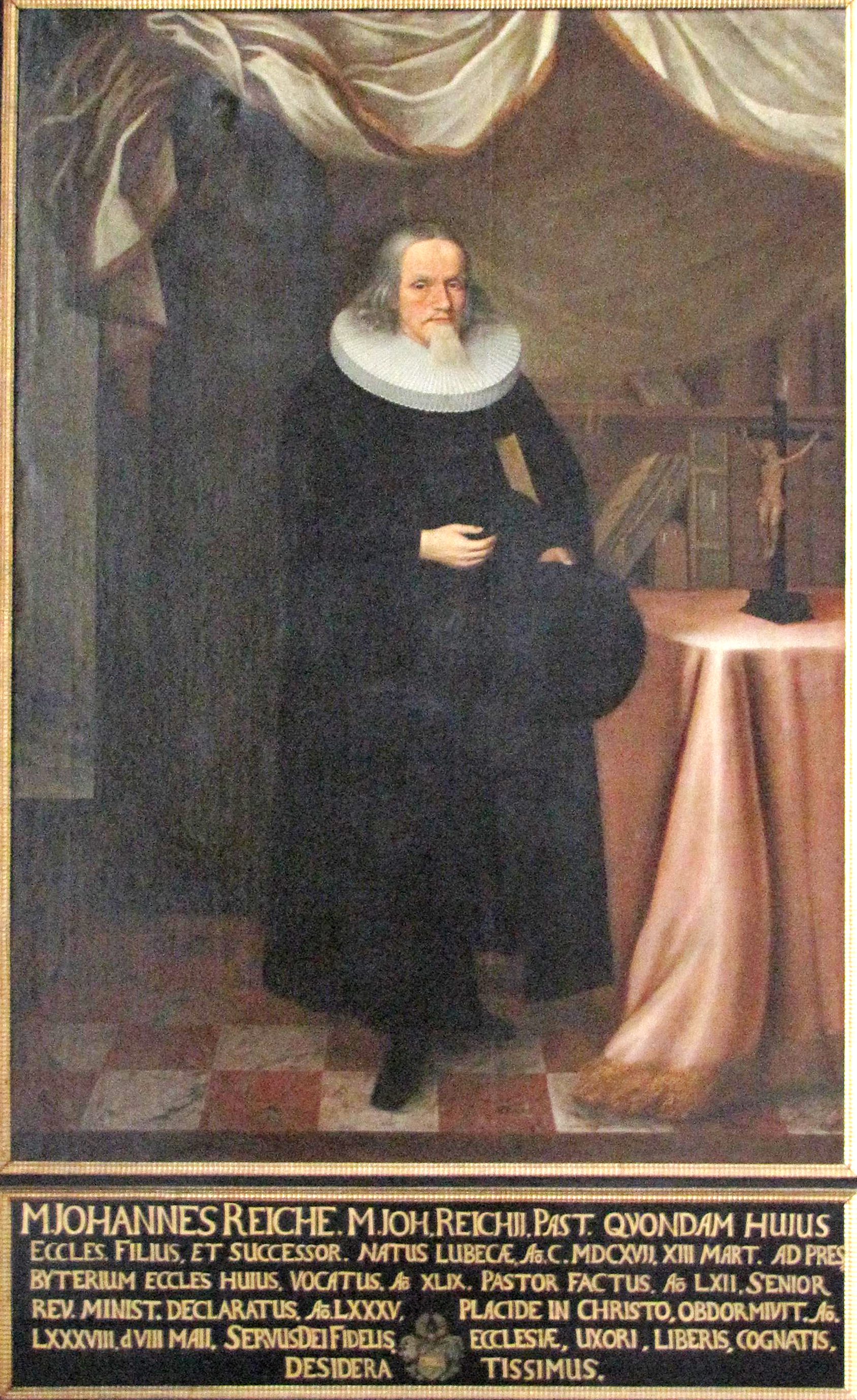
Pastor Johannes Reiche
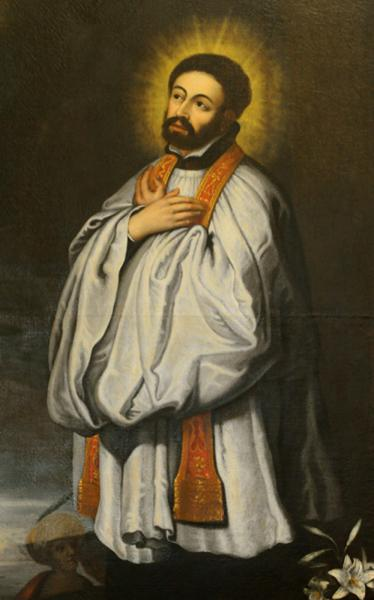
Hl. Franz Xaver
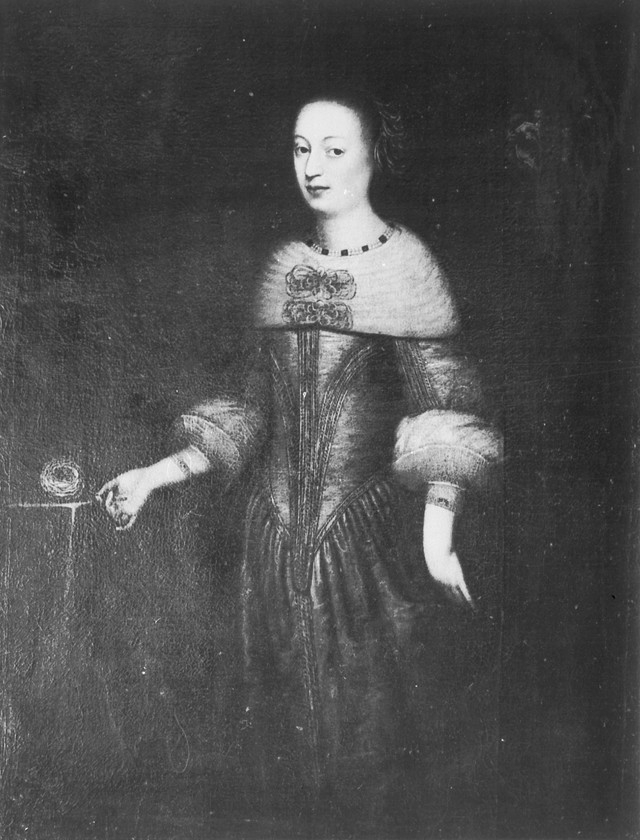
Engel Köhler